# Melanchthonkirche (Insterburg)

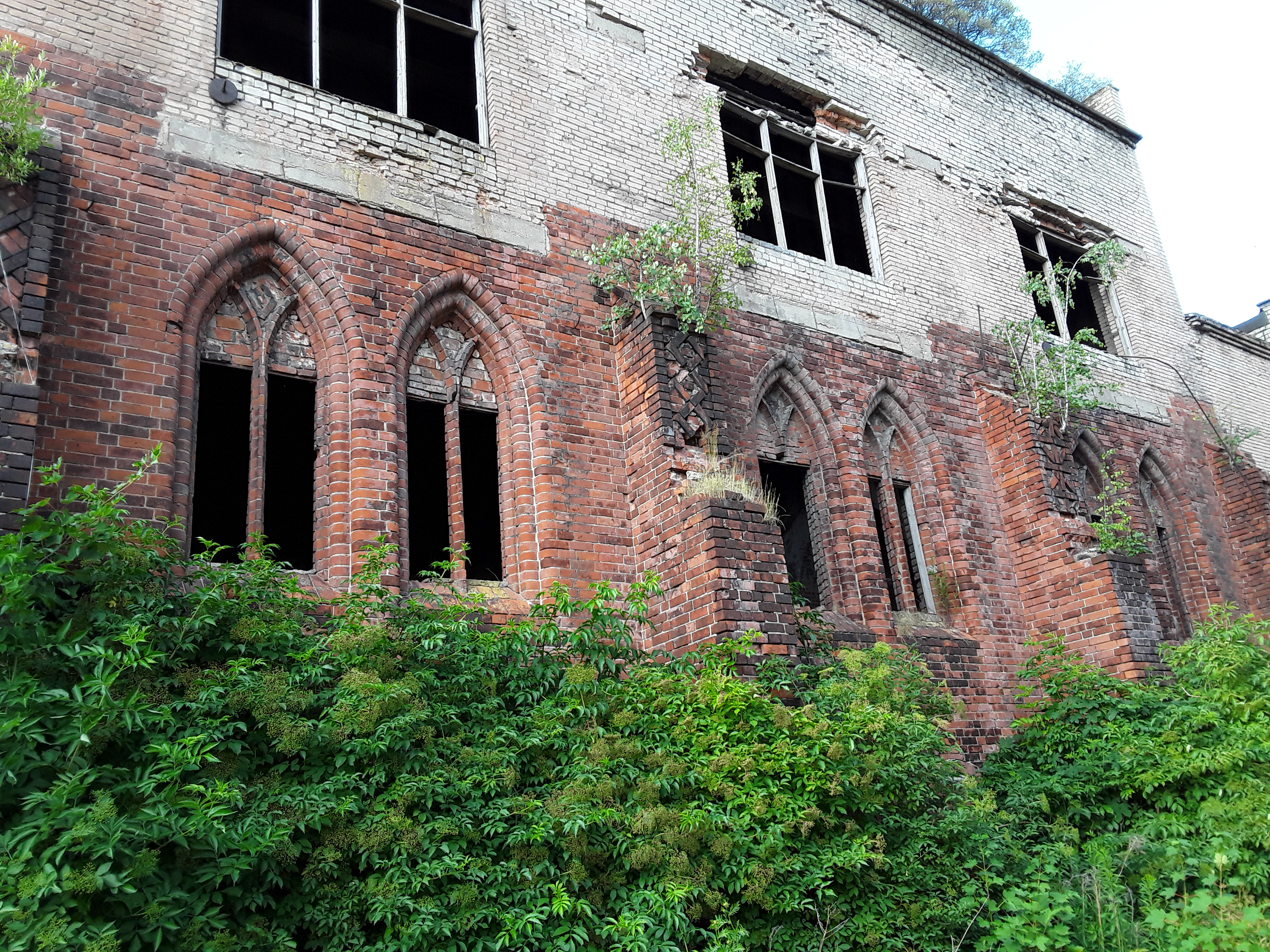

Die Melanchthonkirche in Insterburg war neben der Lutherkirche, der eigentlichen Stadtkirche, das zweite evangelische Gotteshaus in der ostpreußischen Kreisstadt Insterburg (seit 1946 Tschernjachowsk in der russischen Oblast Kaliningrad). Die Kirche wurde zwischen 1909 und 1911 in neugotischem Stil erbaut und im Zweiten Weltkrieg zerstört. Ihre Ruine wurde zu einer Fabrikhalle umgebaut. Die Melanchthonkirche stand im Westen der Stadt an der damaligen Ziegelstraße, heute Uliza Pobjeda, und ist als Fabrikhalle auszumachen.

## Gebäude
Mit dem Bau der Melanchthonkirche wurde im Jahr 1909 begonnen. Der Entwurf für den Backsteinbau in neugotischem Stil stammte von dem Architekten Theodor Raabe, der im Rang eines Regierungsbaumeisters (Assessor in der öffentlichen Bauverwaltung) Leiter des staatlichen Hochbauamts Insterburg war. Am 27. Juni 1911 wurde das Gotteshaus eingeweiht.
Der Kircheninnenraum mit seinen 800 Plätzen war spitzbogig gewölbt und von zwei Emporen flankiert. Der sehr schlank gehaltene 50 Meter hohe Turm war mit Kupferblech gedeckt.
Der Kanzelaltar und die Taufe waren aus Holz gefertigt, der Chorraum mit zwei farbig verglasten Fenstern versehen. Die Ausstattung der Kirche stammte von der Gemeinde.

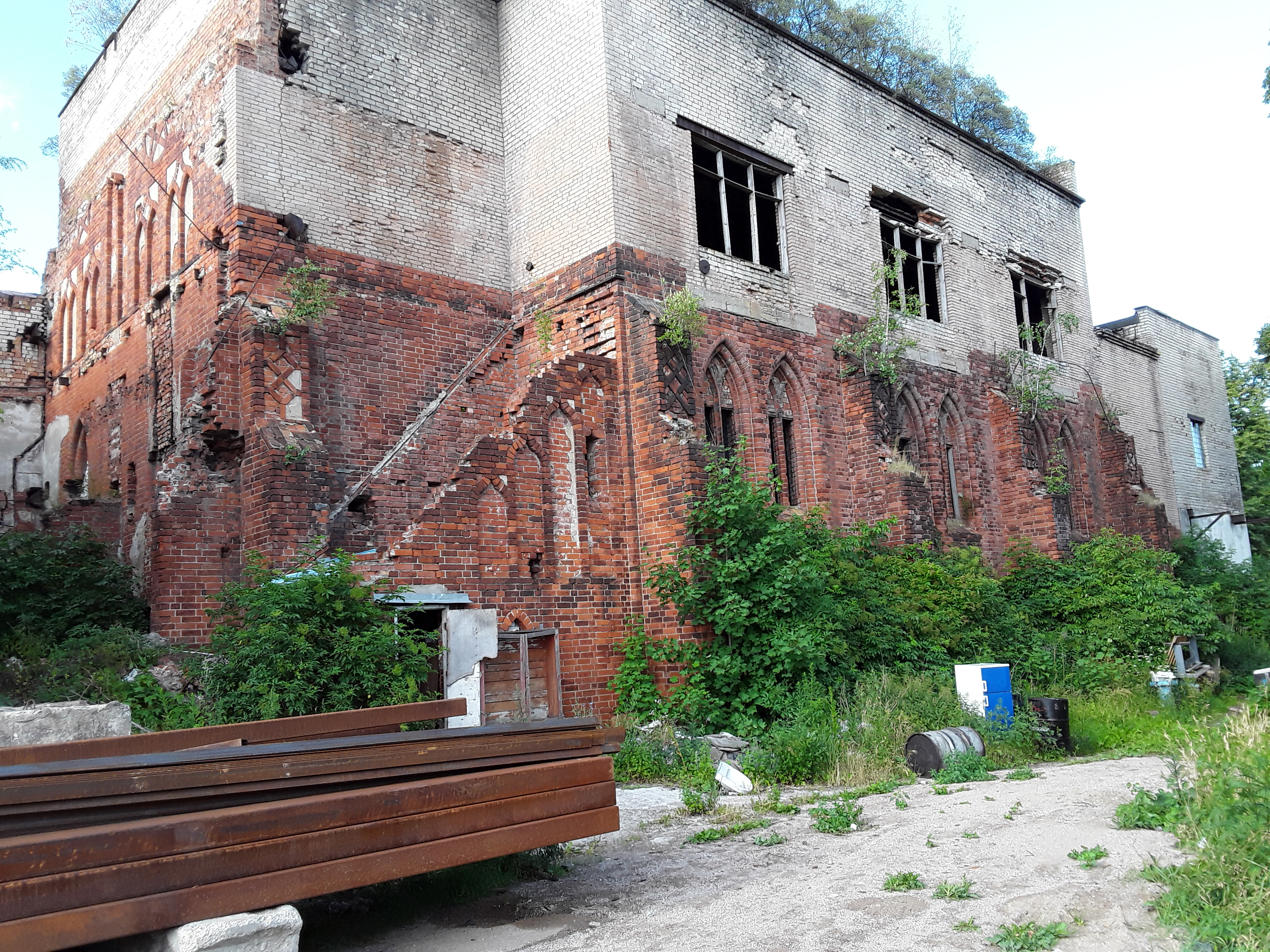

Die Kirche verfügte über eine Orgel sowie drei Glocken. Im Jahr 1928 erhielt der Innenraum eine Ausmalung nach Entwurf des Malers Richard Pfeiffer.
Im Zweiten Weltkrieg wurde die Kirche zerstört. Ihre Ruine wurde danach zu einer Fabrikhalle für Nagel- und Maschendrahtproduktion ausgebaut. In den 1990er-Jahren stand das Gebäude lange Zeit ungenutzt. Dann wurde das Gelände von einem Transportunternehmen übernommen. Im ehemaligen Kirchenschiff arbeitet ein Steinmetzbetrieb.
Die Kirchenruine der Melanchthonkirche steht auf der Liste der geschützten Objekte der Stadt Tschernjachowsk.

## Gemeinde
Die Melanchthonkirche war eine Filialkirche der Insterburger Lutherkirche. In der Kirchengemeinde wirkten vor 1945 vier Geistliche, die von einem zusätzlichen Pfarrer für das Insterburger Gefängnis unterstützt wurden. In den 1930er-Jahren zählte die Gemeinde mehr als 40.000 Mitglieder, von denen die meisten in der Stadt Insterburg, viele aber auch in den Orten des Kirchspiels Insterburg-Land wohnten.
Mit der Lutherkirche gehörte die Melanchthonkirche bis 1945 zum Kirchenkreis Insterburg in der Kirchenprovinz Ostpreußen der Kirche der Altpreußischen Union.
Nach der Flucht und Vertreibung der einheimischen Bevölkerung brach das evangelisch-kirchliche Leben in Insterburg ab.
Erst in den 1990er-Jahren bildete sich eine neue evangelisch-lutherische Gemeinde mit Sitz eines Pfarramtes für die neu formierte Kirchenregion Tschernjachowsk mit Gemeinden in mehr als zwanzig Orten in der mittleren Oblast Kaliningrad. Sie ist in die Propstei Kaliningrad der Evangelisch-lutherischen Kirche Europäisches Russland eingegliedert.